# Edmond Sandoz
Edmond Louis Émile Sandoz (ur. 8 lipca 1872 w Besançon, zm. 30 kwietnia 1943 w Paryżu) – francuski strzelec, olimpijczyk. 
Uczestnik Letnich Igrzysk Olimpijskich 1912. Zajął 12. miejsce w pistolecie pojedynkowym z 30 m, zaś w zawodach drużynowych uplasował się na 6. pozycji. 

## Wyniki

### Igrzyska olimpijskie
| Igrzyska       | Konkurencja                           | Wynik                             | Miejsce | Źródło |
| -------------- | ------------------------------------- | --------------------------------- | ------- | ------ |
| Sztokholm 1912 | Pistolet pojedynkowy, 30 m            | 272 pkt.                          | 12      | [ 1 ]  |
| Sztokholm 1912 | Pistolet pojedynkowy, 30 m, drużynowo | 1041 pkt. (druż.) 285 pkt. (ind.) | 6       | [ 2 ]  |